# Erik Mana
Erik Mana (16 de septiembre de 1972, Manila), es un mago profesional y mentalista filipino. 

## Biografía
Eric Mana nació en la ciudad de Manila el 16 de septiembre de 1972, aunque lleva mucho tiempo residiendo en Toronto, Canadá. Ha participado en dos programas de televisión en programas especiales y salió al aire en un canal filipino a nivel local e internacional.

## Trayectoria
Desde su niñez, Erik Mana ha estado practicando magia a partir desde 1989 cuando tenía unos 17 años de edad. Comenzó su carrera en la magia profesional ecuando se trasladó a Canadá, fue un aprendiz por tres años, viajando por todo el país con algún reconocido mago profesional canadiense.
En 2001 Erik Mana regresó a su natal Filipinas y comenzó incursionar en el mundo del arte de la magia en su país de origen, convertidose en un fenómeno instantáneo, además se ha presentado en diferentes canales de televisión en su país y otros. Una de las redes televisivas que le dio espacio para su programa fue TV Magic en Filipinas. Erik Mana también es miembro de una asociación llamado (Sociedad Americana del Mago), cuyos miembros incluyen a Harry Houdini, Harry Blackstone Jr., Thurston, Lance Burton y David Copperfield.
Su nombre ha sido reconocido con orgullo para su natal Filipinas, alcanzando una reconocida categoría mundial y verdaderamente considerado uno de los grandes y famosos magos.